# Лобанов, Виктор Иванович (авиатор)
Ви́ктор Ива́нович Лоба́нов (15 сентября 1920, Нижний Новгород, РСФСР — 31 декабря 2014, Йошкар-Ола, Россия) — советский деятель военной авиации. Участник Великой Отечественной войны: лётчик-инструктор, командира звена Кировабадского военно-авиационного училища на Закавказском фронте. Командир Йошкар-Олинского объединённого авиационного отряда Марийской АССР (1961—1984), полковник авиации. Заслуженный работник транспорта РСФСР (1980). Кавалер ордена Ленина (1973).

## Биография
Родился 15 сентября 1920 года в Нижнем Новгороде в семье плотника.
В августе 1941 года призван в РККА из Владимира. Участник Великой Отечественной войны: в 1941 году окончил Кировабадское военно-авиационное училище, там же — лётчик-инструктор, командира звена на Закавказском фронте. Награждён медалями, в том числе «За боевые заслуги» и «За оборону Кавказа».
С 1950 года — командир эскадрильи, в 1953—1960 годах — первый заместитель командира авиационного полка, подполковник. В октябре 1960 года был уволен в запас. Награждён орденом Красной Звезды (дважды) и медалями, в том числе медалью «За боевые заслуги».
В 1961—1984 годах — командир Йошкар-Олинского объединённого авиационного отряда Марийской АССР и одновременно — начальник аэропорта Йошкар-Олы. При нём пилоты гражданской авиации Марийского края перевыполняли свои обязательства по перевозке пассажиров и грузов, а аэропорт стал визитной карточкой марийской столицы, здесь были созданы  хорошие условия для труда, отдыха и проживания пилотов и специалистов наземных служб. В 1964 году окончил Академию гражданской авиации. В 1984 году вышел в отставку в звании полковника.
В 1963—1967 годах избирался депутатом Йошкар-Олинского городского Совета депутатов трудящихся IX—X созывов,  а в 1971—1985 годах — депутатом Верховного Совета Марийской АССР VIII—X созыва.
В 1980 году ему присвоено почётное звание «Заслуженный работник транспорта РСФСР». Награждён орденами Ленина и «Знак Почёта», медалями, а также Почётной грамотой Президиума Верховного Совета Марийской АССР (дважды).
Скончался 31 сентября 2014 года в Йошкар-Оле.

## Звания и награды
- Заслуженный работник транспорта РСФСР (1980)[1][2][3]
- Орден Ленина (1973)[1][2][3]
- Орден Красной Звезды (30.12.1956, 1959)[3][4]
- Орден «Знак Почёта» (1966)[1][2]
- Медаль «За боевые заслуги» (24.07.1943, 15.11.1950)[3][4]
- Медаль «За оборону Кавказа» (01.05.1944)[4]
- Медаль «За победу над Германией в Великой Отечественной войне 1941—1945 гг.» (09.05.1945)[4]
- Медаль «За воинскую доблесть. В ознаменование 100-летия со дня рождения Владимира Ильича Ленина»[3]
- Почётная грамота Президиума Верховного Совета Марийской АССР (1967, 1970)[1][2]